# استرپتوکوک کنیس
استرپتوکوک کنیس (Streptococcus canis)، گونه‌ای از استرپتوکوک است. این باکتری در گروه G لنسفیلد قرار گرفته‌است. استرپتوکوک کنیس، اولین بار از سگ‌ها (canis در لاتین به معنای سگ است) و گوساله‌ها جدا شده‌است اما در سایر پستانداران نیز یافت می‌شود.